# Negrissim'
Negrissim' est un groupe de hip-hop camerounais ayant migré à Dakar, au Sénégal, bien que ses membres voyagent régulièrement entre l'Europe et l'Afrique.

## Historique
En 1995 à Yaoundé, le jeune rappeur Sadrak de Douala rencontre les frères Sassene : Evindi et Sundjah. De leur alliance, Negrissim' se forme et commence à diffuser son message de hip hop de la brousse à travers le monde. Les trois Kamerounègres s'associent au français DJ Max et bénéficient de ses échantillons sonores. Leurs racines sont à la fois le Cameroun et la France. Ils collaborent avec plusieurs autres rappeurs camerounais notamment  Boudor  et le Chanteur, Multi-instrumentiste et producteur Kwalo'o qui sont également deux (Ex ) membres fondateurs de ce collectif.
Après deux ans de voyage à travers l'Afrique de l'Ouest où ils accumulent diverses influences et expériences en cours de route, ils s'établissent à Dakar en 2002. Leurs paroles reflètent tant les joies que les luttes de la vie contemporaine, en particulier le choc entre la vie rurale et urbaine.

## Discographie
- 1999: Mixtape (White label)
- 2000: Appelle ta grand-mère (White label)
- 2007: Street Tape Cameroun Sénégal vol.1 (Darkcell Recordz)
- 2009: Appelle ta grand-mère! Bonus Edition" (Negsounds)
- 2009: La Vallée des Rois (Negsounds)
- 2012: Bantoo Plan Vol. 1 (Negsounds)

## Concerts
Le groupe Negrissim' prend part à des festivals dans plusieurs pays: Togo, Bénin, Niger, Burkina Faso (Waga Hip Hop 2 et 5), Festival Banlieue Rythme 2003, Sénégal – Hip Hop Awards 2004, Fête de la Musique 2006, Nancy Jazz Pulsations 2007, Concert Divan du Monde à Paris en featuring avec Apkass 2007.

## Sur scène avec
Ministère A.M.E.R, Positive Black Soul, Pee Froiss, Dakar all Stars et Daara J du Sénégal, Smockey et Yeleen du Burkina Faso, Ba'Ponga et Movaizhaleine du Gabon, Apkass et Les Nubians entre autres.

## Documentaire
FANGAFRIKA - La Voix des Sans-Voix feat. Negrissim